# Leão Covarde

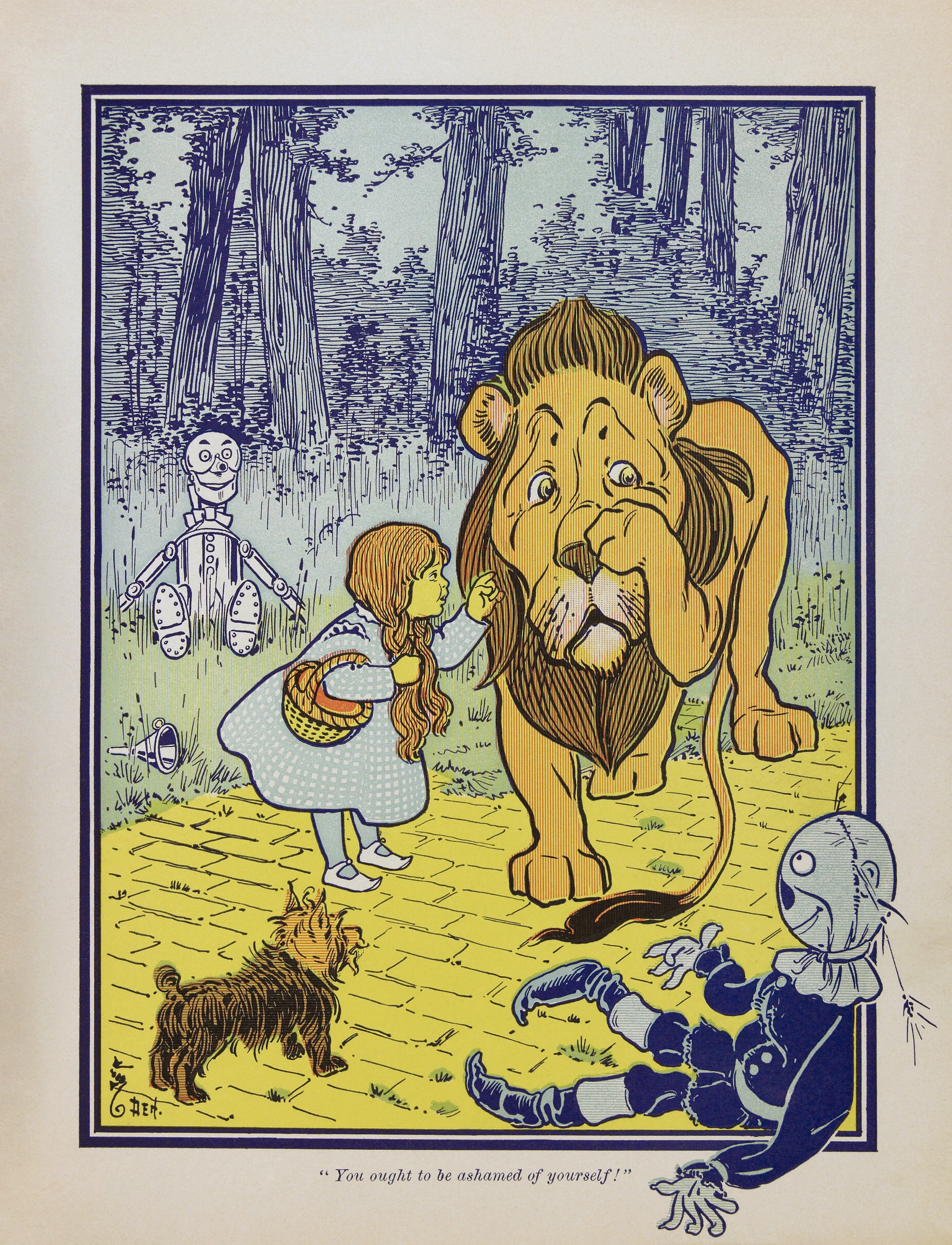
Dorothy encontra o Leão Covarde, gravura da primeira edição do livro.

O Leão Covarde um personagem fictício da Terra de Oz criado pelo escritor estadunidense L. Frank Baum.  É um leão, mas fala e relaciona-se com humanos.